# Lower Largo
Lower Largo – wioska w środkowej Szkocji, w hrabstwie Fife, położona nad zatoką Firth of Forth w pobliżu miasta Kirkcaldy. Miejsce urodzin Alexandra Selkirka, żeglarza będącego pierwowzorem bohatera powieści Daniela Defoe „Robinson Crusoe”.